# Johann Ludwig Krapf
Johann Ludwig Krapf (/ˈjoː.han ˈluːt.vɪç ˈkʁap͡f/, 11 janvier 1810 – 26 novembre 1881) est un explorateur, linguiste et missionnaire allemand. Il a joué un rôle important dans l'exploration de l'Afrique de l'Est avec Johannes Rebmann. Ils furent les premiers Européens à apercevoir le mont Kenya et le Kilimandjaro.

## Jeunesse
Krapf est né dans une famille luthérienne dans le sud-ouest de l'Allemagne. Pendant sa scolarisation, il développe des capacités pour les langues. Il étudie tout d'abord le latin, le grec ancien, le français et l'italien puis de nombreux autres langages tout au long de sa vie. Après ses études, il rejoint le séminaire de la Mission protestante de Bâle à l'âge de 17 ans mais arrête son apprentissage car il doute de sa vocation de missionnaire. Il lit de la théologie à l'université de Tübingen et obtient son diplôme en 1834. Alors qu'il travaille comme assistant d'un pasteur de village, il rencontre un missionnaire de Bâle qui l'encourage à reprendre sa vocation.

## Explorations

### Éthiopie
En 1836, la Church Missionary Society anglicane l'invite à se joindre à leur travail en Éthiopie. La mission de Bâle le seconde et de 1837 à 1842, il travaille dans cet ancien royaume chrétien. Il s'est préparé en apprenant le guèze ancien et l'amharique des hauts-plateaux. La piété de Krapf ne l'aide pas beaucoup à comprendre et à apprécier le christianisme éthiopien traditionnel, en particulier leur insistance sur les saints, la liturgie et l'usage du guèze, une langue morte.
En conséquence, il porte son intérêt sur les Galla, un peuple du sud de l'Éthiopie pratiquant une foi d'une manière plus traditionnelle. Il apprend leur langue, l'oromo, et commence à traduire des passages du Nouveau Testament. En 1842, alors qu'il reçoit un doctorat de l'université de Tübingen pour ses recherches sur les langues éthiopiennes, tous les missionnaires occidentaux sont expulsés du pays, mettant fin à son travail.

### Kenya
Krapf passe ensuite quelque temps à Alexandrie, en Égypte, où il se marie. De là, il part pour l'Afrique de l'Est espérant atteindre les Galla depuis la côte de l'actuel Kenya. La plus longue partie de ce littoral appartient à l'époque au sultanat de Zanzibar. Said bin Sultan Al-Busaid lui donne l'autorisation de fonder une mission dans la ville côtière de Mombasa. Krapf, de nouveau, apprend les langues locales des Mijikenda ainsi que le swahili, une lingua franca d'Afrique de l'Est.
Peu de temps après son arrivée à Mombasa, sa femme et sa jeune fille décèdent du paludisme. Krapf part pour les terres plus élevées de Rabai, dans les collines côtières, et fonde sa mission de New Rabai. Il y rédige le premier dictionnaire et la grammaire du swahili. Il commence aussi à étudier d'autres langues africaines, esquissant des dictionnaires et traduisant des passages de la Bible.
En 1846, il est rejoint par Johannes Rebmann, un autre luthérien du sud-ouest de l'Allemagne qui était au service de la Church Missionary Society. Les deux hommes partent alors à la découverte des régions reculées d'Afrique de l'Est et deviennent les premiers Européens à observer les montagnes couvertes de neige du Kilimandjaro et du mont Kenya. Lors de la présentation de leurs rapports aux experts européens, ils sont ridiculisés.
Sa santé déclinant, Krapf doit retourner en Allemagne en 1853. Il emporte avec lui plusieurs vieux manuscrits en swahili, incluant des copies du Utendi wa Tambuka (le « livre de la bataille de Tambuka »), le plus ancien manuscrit dans cette langue. À Korntal, il poursuit ses études linguistiques et conseille les travaux des missions chrétiennes.
Krapf mourra des conséquences de fièvres du paludisme, en novembre 1881, à l'âge de 71 ans. Quelques années après sa mort, l'empire Allemand prendra possession d'un vaste territoire en Afrique occidentale, en 1885 : l' Afrique Orientale Allemande (qui existera de 1885 à 1919).      

## Héritage
- L'église anglicane du Kenya (en) le considère comme un de ses pères fondateurs ;
- Des linguistes se sont inspirés de son travail de recherches sur des langages aussi divers que le guèze, l'amharique, l'oromo, le swahili, le kamba, le mijikenda et le masaï ;
- Sa maison à New Rabai fait désormais partie des musées du Kenya. Le bâtiment du l'ambassade allemande à Nairobi s'appelle Ludwig-Krapf-House ;
- Dans sa ville natale de Tübingen, une école primaire porte son nom.

## Œuvres (Sélection)
- Vocabulary of the Galla Language, London 1842.
- Vocabulary of six East African languages. Kisuaheli, Kinika, Kikamba, Kipokomo, Kihiau, Kigalla, Tübingen 1850.
- Outline of the elements of the Kisuaheli Language, with special reference to the Kinika Dialect, Tübingen 1850.
- Reisen in Ostafrika, ausgeführt in den Jahren 1837 - 1855. Unveränderter Nachdruck der Ausgabe Stuttgart, Stroh 1858. Mit einer Einführung hrsg. von Werner Raupp, Münster, Berlin 1994 (= Afrikanische Reisen 2).
- The Books of the Old Testament. Translation in Amharic Language, 3 Vol. , London 1871–73.
- Dictionary of the Suahili Language, London 1882.